# Abbotsford (Écosse)
Pour les articles homonymes, voir Abbotsford.
Abbotsford, située près de Melrose, en Écosse, est une demeure historique ayant été la résidence de l'écrivain britannique Walter Scott.

## Histoire

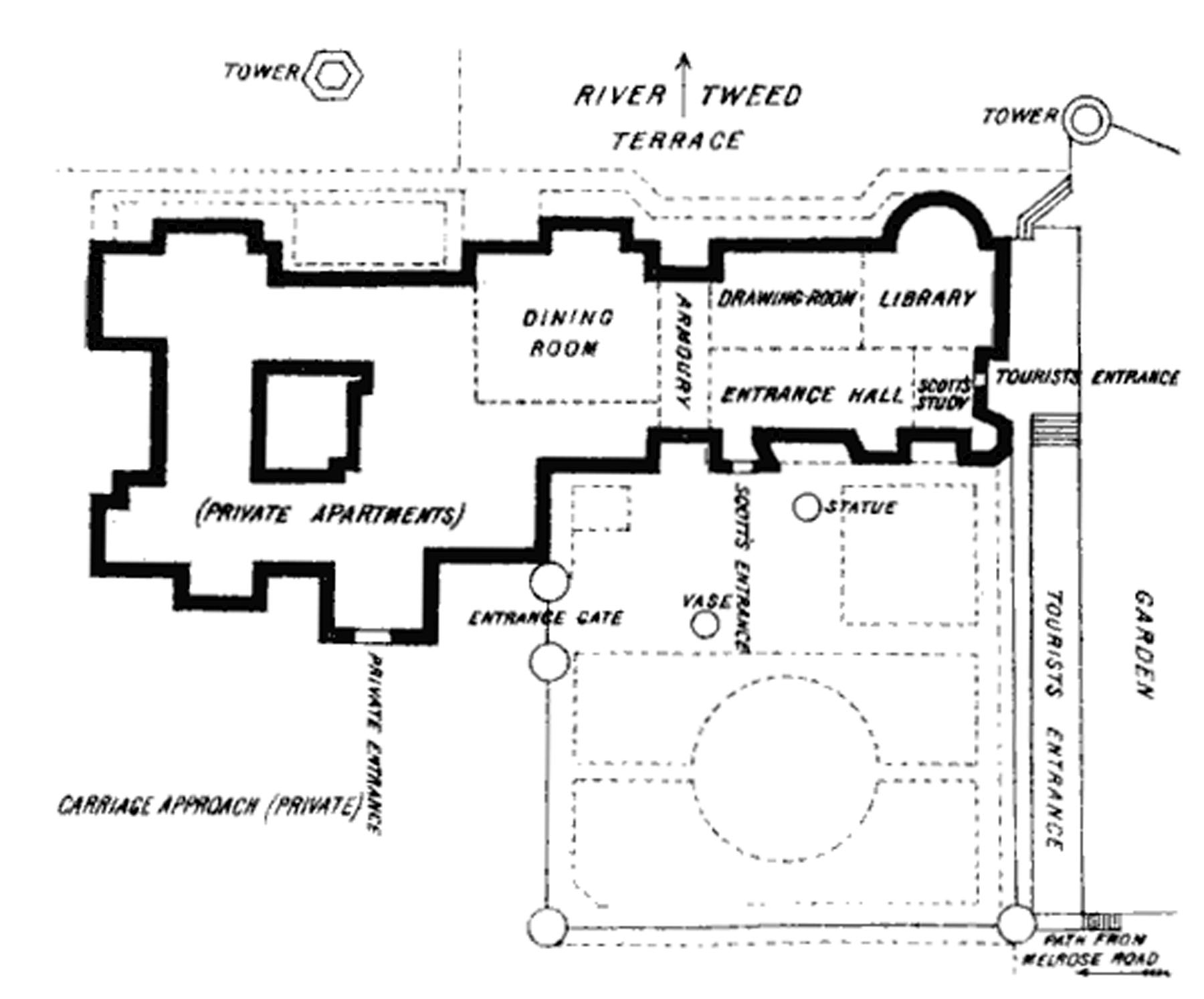
Plan d'Abbotsford.

Quand Sir Walter Scott était enfant (il était le cadet de treize enfants), il voyageait parfois avec son père de Selkirk à Melrose, dans les Scottish Borders, où il situe l'action de plusieurs de ses romans. En un certain endroit, le vieux gentleman a arrêté la carriole et a montré à son fils une pierre marquant le site de la bataille de Melrose (1526). Non loin de là se trouvait une petite ferme appelée Cartleyhole, qu'il acheta par la suite et sera à l'origine d'Abbotsford House.
En effet, quand il eut les moyens, Scott transforma la ferme en demeure aristocratique matérialisant dans un style néogothique ses rêves de palais. Par les fenêtres enrichies d’insignes d'héraldique, le soleil brille sur les armures, les trophées de chasse, les meubles anciens et les tableaux. Des boiseries en chêne et en cèdre recouvrent les murs et des blasons sont taillés et peints dans les plafonds.

## Galerie

L'Intérieur d'Abbotsford
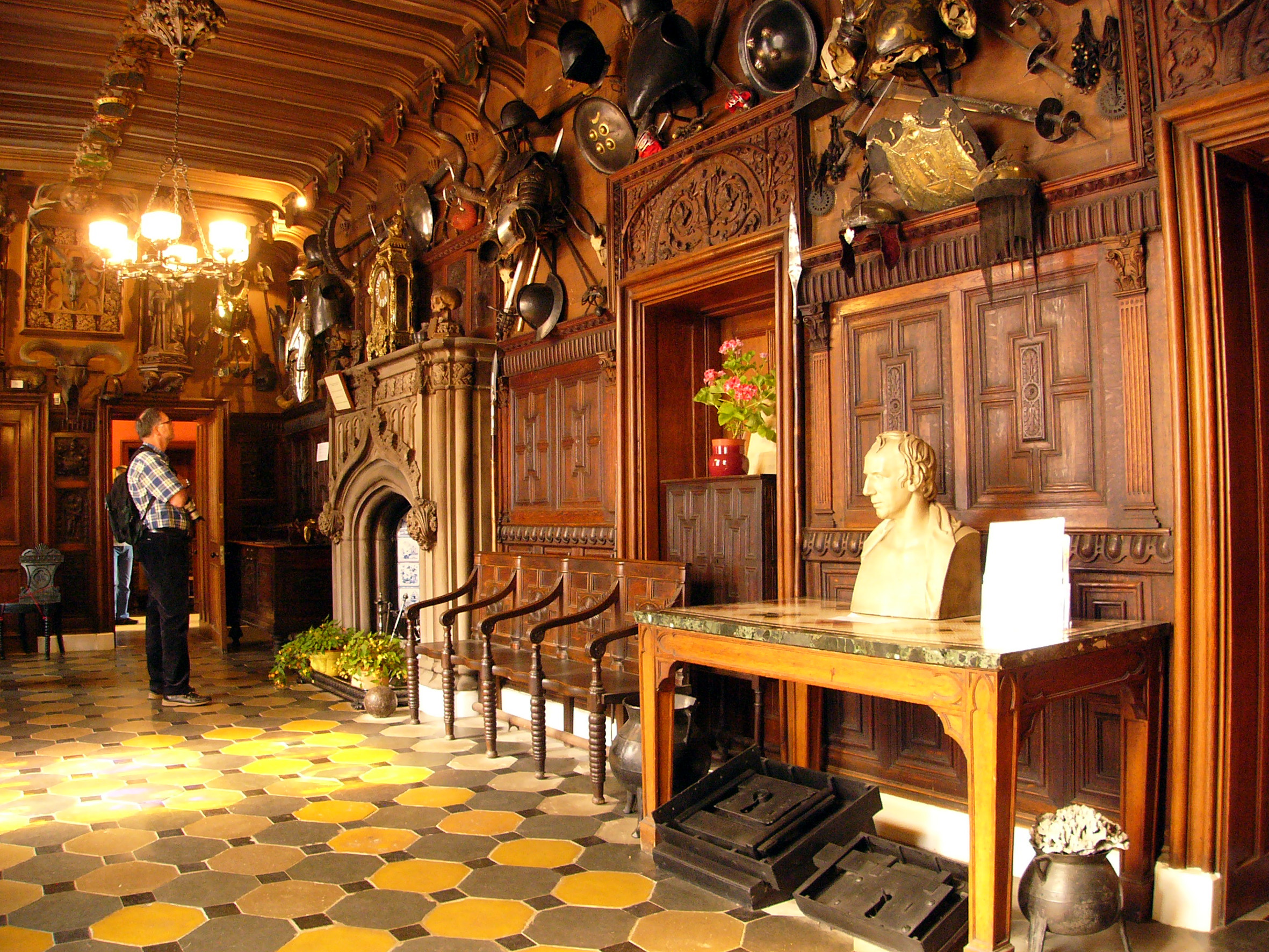
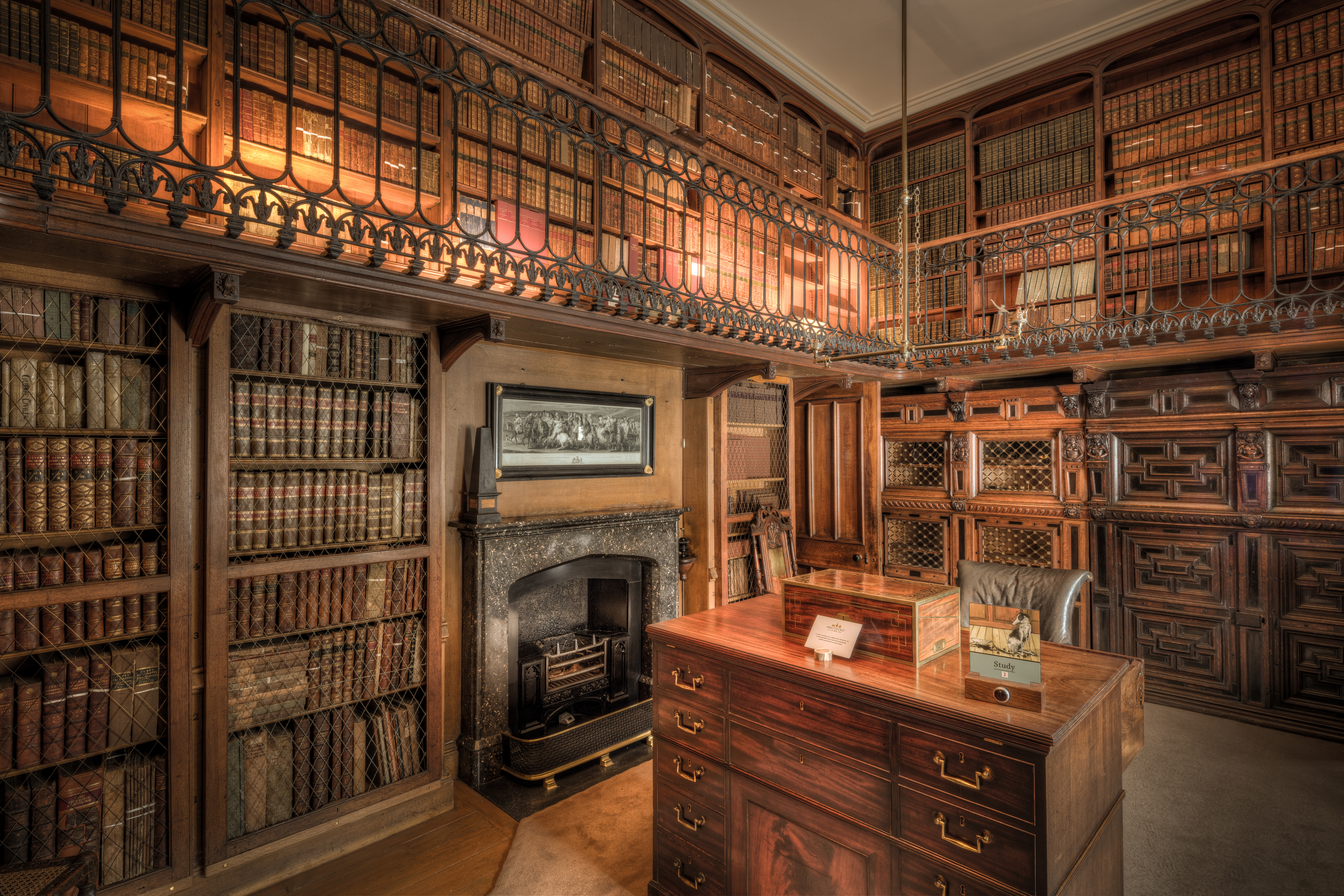
La salle d'étude Photo mars 2018

De nouvelles terres furent ensuite achetées, jusqu'à atteindre une étendue de près de 1 000 acres (4 km2), et l’on estime que les bâtiments ont dû lui coûter la somme de 25 000 £. Une voie romaine toute proche, qui possède un gué autrefois utilisé par les abbés de Melrose, est à l'origine du nom d'« Abbotsford ».

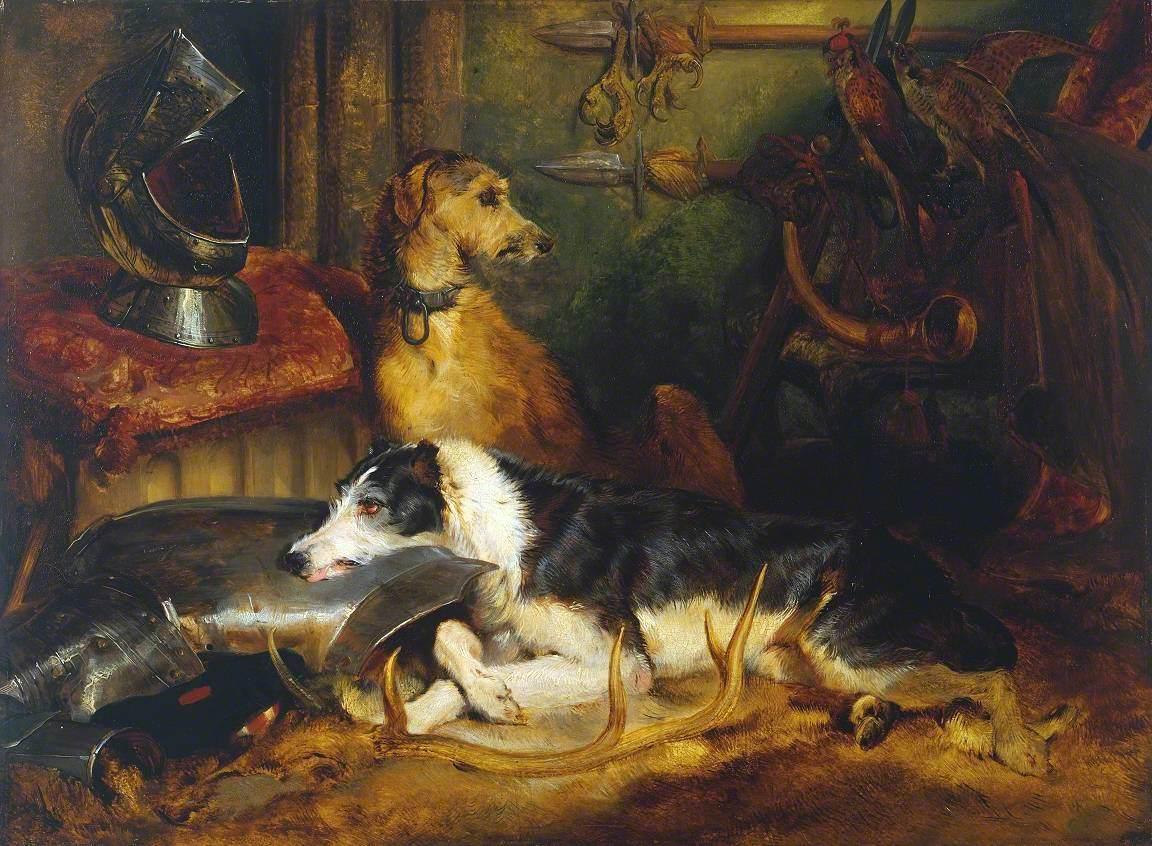
Une scène à Abbotsford (1827)
Tate Britain

Le peintre animalier Edwin Landseer qui peint un certain nombre de thèmes des Highlands écossais a illustré ses œuvres et à partir de 1824 il fut reçu à Abbotsford.
La dernière descendante directe de Scott à avoir habité cette demeure est son arrière-arrière-arrière-petite-fille Dame Jean Maxwell-Scott (8 juin 1923-7 juillet 2004), qui l'a héritée de sa sœur aînée Patricia en 1998. Patricia et Jean ont transformé la demeure en l'un des premiers centre touristiques d'Écosse, afin d'assurer son entretien. L'électricité y a été installée en 1962. Jean Maxwell-Scott était également dame d'honneur de la princesse Alice, duchesse de Gloucester. Elle patronnait le Dandie Dinmont Club, du nom de l'un des personnages de Walter Scott, qui a été donné à une race de chiens. Enfin, elle entraînait des chevaux : l'un d'eux, Sir Wattie, monté par Ian Stark, a remporté deux médailles d'argent aux jeux olympiques d'été de 1988 à Séoul (Corée du Sud). Le filleul de miss Jean Maxwell-Scott est l'inventeur Guillaume de Louvencourt.

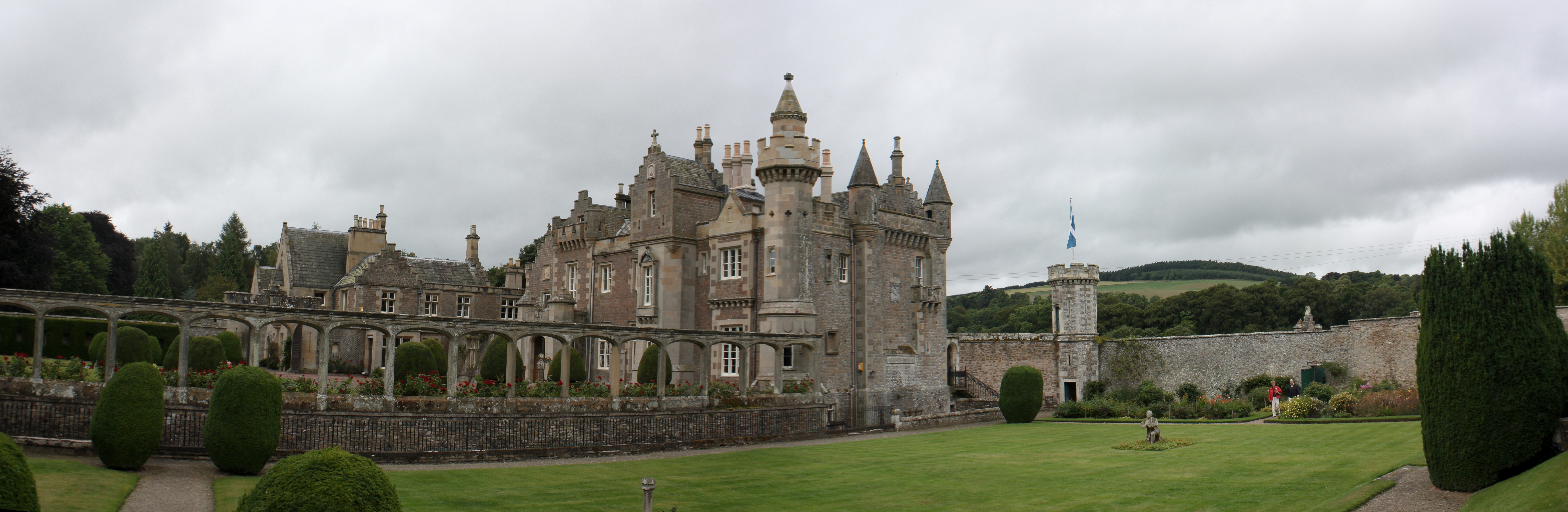
Abbotsford et ses jardins.